# Oakura Bay
Oakura Bay ist eine kleine, flache und nach Nordwesten aufgehende Bucht in der neuseeländischen Region Auckland. Sie liegt auf der im Hauraki Gulf gelegenen Insel Waiheke Island. An die Oakura Bay schließt sich die Te Whau Bay im Süden und im Nordosten die Wharetana Bay an. Die Oakura Bay ist mit einer Tiefe von 25 m die am wenigsten ins Land ragende Bucht in der Putiki Bay. Sie ist ein beliebtes Reiseziel.